# Escalating Density Training
L’Escalating Density Training (EDT), traducibile in italiano come Allenamento ad aumento della densità, è un tipo di allenamento con sovraccarichi (resistance training) applicato nell'attività di bodybuilding, e creato dal culturista statunitense Charles Staley.

## Caratteristiche
L’Escalating Density Training (EDT) è un metodo di allenamento coi pesi in cui la quantità di lavoro svolto è spinta al limite entro precisi limiti di tempo. Al fine di stimolare la crescita muscolare, l'EDT cerca di ottenere questo risultato basandosi sulla progressione del lavoro o della densità di allenamento. Nell'esercizio coi pesi, il parametro della densità è una delle principali variabili assieme all'intensità, al volume e alla frequenza, e rappresenta essenzialmente il rapporto tra la durata totale dello sforzo muscolare durante l'intera sessione (la somma dei Time Under Tension o TUT) e la somma dei tempi di recupero tra le serie. Per tanto, all'interno di un dato periodo di tempo, un allenamento che prevede un alto TUT totale e pause più brevi risulterà più denso di un allenamento di uguale durata ma con un TUT totale più ridotto e pause più lunghe. Normalmente i protocolli con sovraccarichi che prevedono alte densità di allenamento sono finalizzati allo sviluppo dell’endurance muscolare locale (o forza resistente), mentre quelli che prevedono le densità più basse sono i protocolli di forza massimale e potenza. L'EDT esaspera il concetto di densità organizzando una sessione di allenamento in cui il tempo di tensione totale (TUT totale) del muscolo viene mantenuto il più possibile all'interno dei tempi previsti mediante l'esecuzione di più ripetizioni ad allenamento, e minimzzando i recuperi tra le serie. Come tale, esso risulta un protocollo tipicamente orientato sullo sviluppo dell’endurance muscolare locale.
L'EDT rende facile monitorare i progressi nella prestazione, e ciò rende altrettanto facile identificare anche il minimo guadagno ottenuto. Nel EDT ogni sessione di allenamento è composta da 2 o 3 fasi della durata di 15-20 minuti separate tra loro da un breve periodo di riposo di circa 5-10 minuti. In ognuno di questi 2-3 periodi, chiamati "zone PR", vengono svolti 2 esercizi per un totale di 4 o 6 esercizi per sessione. In ognuna delle "zone PR" i due rispettivi esercizi sono eseguiti in maniera alternata con pause molto brevi (15-30 secondi), passando da uno all'altro fino a terminare il tempo totale previsto di 15-20 minuti. In questo senso la modalità esecutiva si avvicina molto al classico super set, tuttavia, a differenza della popolare tecnica speciale in cui non viene previsto alcun recupero tra un esercizio e l'altro, nel EDT i due esercizi alternati vengono separati da un breve tempo di recupero di 15-30 secondi, che però può essere aumentato nel tempo a causa dell'affaticamento cumulativo. Per questi motivi l'EDT assume sotto molti aspetti le caratteristiche tipiche del circuit training, in cui gli esercizi vengono eseguiti consecutivamente ma con pause molto brevi. L'EDT non attribuisce particolare importanza alle serie, al range di ripetizioni, al Time Under Tension (TUT) e ai tempi di recupero. Staley sostiene che tutti questi parametri portino a distrarsi dal vero obiettivo, cioè svolgere più lavoro rispetto a quello della sessione precedente. Questa operazione viene attuata utilizzando un diario di allenamento. Basandosi sulle ripetizioni totali portate a termine durante l'ultimo allenamento per lo stesso gruppo muscolare viene imposto di migliorare quel totale monitorando i progressi con il cronometro.

### Intensità (% 1-RM)
Staley indica la scelta di un carico che permetta 10-12 ripetizioni massime (RM, cioè al cedimento muscolare) per ogni esercizio, un livello di intensità corrispondente a circa il 70-75% 1-RM. Idealmente il carico usato per ogni esercizio dovrebbe produrre una difficoltà simile. Tuttavia, sebbene venga prescritta la scelta di carichi equivalenti alle intensità descritte, viene anche indicato di evitare il raggiungimento del cedimento muscolare concentrico, svolgendo circa la metà delle ripetizioni possibili. Per tanto, se viene scelto un carico che permette 10-12 ripetizioni massime (RM), la serie ad esempio verrebbe arrestata alla 6ª ripetizione, ben prima di raggiungere l'incapacità. Staley sostiene che intensità superiori (ovvero carichi superiori sulla percentuale 1-RM) avranno un maggiore effetto sullo sviluppo della forza massimale, mentre i carichi inferiori avranno l'effetto di migliorare l’endurance muscolare locale, la tolleranza all'acido lattico, la resistenza cardio-respiratoria, oltre a facilitare potenzialmente la perdita di grasso corporeo.

### Numero di ripetizioni
All'inizio dell'allenamento Staley sostiene che sia più ideale svolgere più ripetizioni evitando il cedimento e impostando tempi di recupero più brevi, per poi progredire gradualmente abbassando le ripetizioni e allungando i tempi di recupero con l'affaticamento cumulativo. Viene fatto un esempio dove si inizia con serie da 6 ripetizioni e recuperi molto brevi. Quando l'atleta comincia ad avvertire la fatica, si provvede a prolungare i tempi di recupero riducendo gradualmente le ripetizioni a 4, poi a 2, e man mano che ci si avvicina al limite dei 20 minuti può essere suggerita anche l'esecuzione di alcune ripetizioni singole nel tentativo di eseguire più ripetizioni totali possibili in 20 minuti. Come riferimento, Staley sostiene che un buon risultato sia quello di raggiungere circa 60-70 ripetizioni totali in una sola zona PR per entrambi gli esercizi scelti.

### Tempi di recupero
Nel EDT i tempi di recupero sono incompleti e molto brevi, soprattutto nella prima parte del programma. Essendo un protocollo finalizzato allo sviluppo dell’endurance muscolare, l'EDT propone inizialmente recuperi tra le serie di circa 15-30 secondi, una tempistica che lo rende molto simile se non analogo ad un circuit training. Con il progredire delle serie a la crescente fatica cumulativa viene invece suggerito di prolungare i recuperi per poter continuare a sostenere lo sforzo. Considerando che il TUT delle serie per esercizio è piuttosto basso a causa delle basse ripetizioni previste e un andamento (speed of movement) piuttosto rapido, e che i recuperi tra le serie di esercizi antagonisti è di 15-30 secondi, il recupero effettivo prima di ripetere nuovamente lo stesso esercizio potrebbe ammontare a circa 20-40 secondi.

### Cedimento muscolare
Come precedentemente menzionato, l'EDT impone di evitare il raggiungimento del cedimento muscolare durante le prime serie. Staley suggerisce di svolgere la metà delle ripetizioni che quel carico può permettere a cedimento (ad esempio 5 ripetizioni con un carico che permette 10-RM, cioè circa il 75% 1-RM). Questo perché avvicinandosi al limite di tempo di 20 minuti, la soglia del cedimento muscolare si abbassa gradualmente col il progredire delle serie a causa della fatica cumulativa, per tanto prima o poi il cedimento potrebbe essere raggiunto comunque nelle fasi avanzate dei 20 minuti anche mantenendo inalterato il carico e le ripetizioni. Per questo motivo viene anche suggerito di ridurre il numero di ripetizioni man mano che avanza la fatica.

### Progressione
Al contrario dei classici protocolli di ipertrofia che pongono la principale enfasi sul sovraccarico progressivo, e quindi soprattutto sul progressivo aumento dei carichi o dell'intensità (intesa come % 1-RM), l'obiettivo del EDT è quello di eseguire più ripetizioni totali nello stesso periodo di tempo ad ogni allenamento, ponendo l'enfasi prioritariamente sull'aumento dell’endurance muscolare. Viene indicata la regola 20/5: appena si riesce ad aumentare del 20% il numero delle ripetizioni totali si può passare ad un incremento del carico del 5% nell'allenamento successivo, ricominciando da capo il processo. L'EDT si basa sul concetto di fare sempre più lavoro allenamento dopo allenamento. Per questo motivo è fondamentale che la tecnica di esecuzione degli esercizi rimanga invariata in ogni allenamento, al fine di poter realmente comprendere i miglioramenti indotti dalla progressione.

### Zone PR
Nel EDT vengono previste quelle che Staley ha battezzato "Zone PR", acronimo che sta per "zone di record personale" (Personal Record zone). Essenzialmente le "Zone PR" rappresentano la durata temporale delle diverse fasi previste all'interno della sessione EDT. In altre parole le "Zone PR" sono le fasi in cui viene svolto l'esercizio e che vengono separate tra loro da alcuni minuti di riposo dalla durata variabile, tra circa 5 e 10 minuti. L'autore le descrive nello specifico come "la quantità totale di ripetizioni che si è in grado di eseguire per due esercizi antagonisti rigorosamente entro un arco di tempo di 15 [o 20] minuti". Il progressivo aumento delle ripetizioni all'interno delle "zone PR" rappresenterà un evidente indicatore del miglioramento delle prestazioni. Nel EDT Staley suggerisce una durata delle "Zone PR" che varia tra i 15 e i 20 minuti ciascuna all'interno della sessione completa, ma è possibile suggerire una durata delle "zone PR" di 10 minuti per i soggetti poco allenati e poco dotati di resistenza alla fatica. Normalmente vengono organizzate 2 "zone PR" da 20 minuti, ma esistono varianti in cui vengono previste ad esempio 3 "Zone PR" a sessione da 15 minuti. All'interno delle "zone PR" vengono selezionati due esercizi da svolgere consecutivamente con pause molto brevi. Le pause totali tra le "zone PR" ammontano normalmente a 5-10 minuti, ma per aumentare la difficoltà è possibile ridurre ulteriormente la durata di questi intervalli. Essenzialmente la difficoltà del EDT è data dal rapporto tra il numero di "Zone PR", la loro singola durata all'interno della sessione, il tempo di recupero tra le serie al loro interno, e la durata degli intervalli che le separano tra loro. Questi fattori determinano direttamente la densità di allenamento.

### Scelta degli esercizi
Staley pone enfasi sull'utilizzo dei macchinari al posto dei pesi liberi, sconsigliando l'uso di esercizi tecnici ad alta sinergia e di alta coordinazione motoria. Per questo motivo il programma EDT classico non prevede esercizi come lo squat o gli stacchi da terra. Il motivo di questa scelta sarebbe dato dal fatto che un allenamento come l'EDT ad alto potenziale stressante può rendere difficoltosa la corretta esecuzione di esercizi impegnativi sotto il profilo motorio e coordinativo, questo a causa del fatto che il protocollo può facilmente portare a compromettere la lucidità e la concentrazione, qualità altamente richieste per poter eseguire questi esercizi complessi correttamente e senza rischi. Dunque gli esercizi ai pesi liberi ad alta sinergia muscolare vengono sconsigliati a favore dell'uso di macchine, le quali portano ad un'importante esclusione della muscolatura stabilizzatrice e per tanto non richiedono una grande concentrazione e coordinazione durante l'esecuzione. Gli esercizi tecnici ai pesi liberi possono essere ammessi a patto che si riesca a mantenere uno stato lucido e concentrato e una certa consapevolezza dei movimento, una condizione potenzialmente più riscontrabile negli atleti esperti. Questa categoria di esercizi viene più facilmente proposta nella versione del EDT finalizzata al dimagrimento, in cui è richiesto un maggiore impatto metabolico.
Infine Staley suggerisce la scelta di esercizi in coppia che coinvolgono gruppi muscolari antagonisti, analogamente a quanto accade con la tecnica del super set tra muscoli antagonisti. Ad esempio muscoli di spinta e di trazione, come gli estensori del gomito in combinazione con i flessori del gomito (bicipiti-tricipiti), esercizi per il petto in combinazione con esercizi per il dorso, o adduttori in combinazione con abduttori. Esercizi invece sconsigliati sarebbero quelli ad alta sinergia muscolare, e quelli ad esecuzione unilaterale. Per quanto riguarda gli esercizi ad alta sinergia, secondo Staley esistono due scelte migliori:
- la prima opzione è eseguirli prima di iniziare l'EDT durante la sessione, applicando i parametri tradizionali come le serie multiple con pause di durata normale, per poi passare al EDT scegliendo esercizi ai macchinari o di isolamento;
- la seconda opzione è quella di accoppiare all'interno del programma EDT due esercizi multiarticolari ai pesi liberi che però richiedono un impegno motorio minore, come la panca piana e lo squat, oppure il rematore e il push press;[4]

Altri autori comunque hanno proposto modelli di EDT per il dimagrimento, basando il programma proprio su esercizi complessi ai pesi liberi.

#### Combinazioni consigliate[4]

##### Parte superiore
- Panca piana/Trazioni alla sbarra
- Pulley/Military Press con bilanciere
- Lat machine/Pushdown
- Distensioni presa stretta/Rematore bilanciere
- Curl con bilanciere/French press
- Floor Press/Girate al petto presa inversa
- Piegamenti sulle braccia/Trazioni presa stretta
- Alzate laterali/Adduzioni ai cavi
- Pulldown a braccia tese/Alzate frontali

##### Parte inferiore
- Leg Extension/Leg Curl
- Squat frontale/Iperestensioni
- Calf Raise seduto/Curl tibiale
- Adduttori/Abduttori

##### Combinazioni total body
- Squat/Trazioni alla sbarra
- Squat frontale/Dip parallele
- Stacco da terra/Floor Press
- Overhead Squat/Clean Pull
- Muscle-Up/Power Clean
- Iperestensioni/Crunch su fitball

### Sintesi
Il principi del EDT in sintesi si concentrano su:
- intensità moderata (70-75% 1RM);
- alto volume;
- alta densità;
- media frequenza (3-4 sessioni in 7 giorni);
- basso Time Under Tension (per singolo esercizio);
- tempi di recupero brevi (normalmentetra i 15 e 30 secondi);
- basse ripetizioni (5-6);
- cedimento muscolare non previsto;
- preferenza di macchinari piuttosto che pesi liberi;
- assenza di tecniche speciali;

## Conclusioni e critiche
L'EDT in conclusione è un metodo che esaspera i concetti di densità e resistenza fisica alla fatica. Diversamente dai programmi classici per l'ipertrofia, nel EDT i tempi di recupero sono ridotti al minimo, per tanto il lavoro muscolare totale (o il TUT totale) in rapporto alla durata della sessione è molto maggiore rispetto alla media dei protocolli. Per queste peculiarità l'EDT trova delle similitudini con l'allenamento in stile circuit training, in cui diversi esercizi in modalità monoserie per diverse parti corporee (solitamente allenamenti total body) vengono svolti consecutivamente con pause molto brevi, tra 15 e 30 secondi. La differenza essenziale con il circuit training si ritrova nel fatto che l'EDT impone la scelta di soli due esercizi (all'interno di una singola "zona PR"), normalmente relativi ai rispettivi gruppi muscolari antagonisti, che verranno ripetuti fino al termine della durata della "zona PR". Mentre i tempi di recupero tra le serie possono essere aumentati progressivamente con l'accumularsi della fatica fisica. La scelta di due esercizi che reclutano muscoli antagonisti sembra trarre spunto dalla nota tecnica del "super set dei muscoli antagonisti" (agonist/antagonist super set), con la differenza che quest'ultima non prevede alcuna pausa durante il passaggio da un esercizio all'altro, ma prevede un tempo di recupero tipico dei programmi di ipertrofia (60-90 secondi) una volta terminata l'esecuzione della coppia di esercizi in sequenza. Essendo un programma elaborato per aumentare l'ipertrofia muscolare, ma in cui il fine è lo sviluppo della prestazione fisica di endurance muscolare, l'EDT sembra seguire la falsariga del popolare modello di allenamento German Volume Training (GVT) promosso dal coach canadese Charles Poliquin, in cui l'obiettivo è allo stesso modo il miglioramento dell’endurance muscolare locale, ma che promette ugualmente grandi guadagni di ipertrofia muscolare. Proprio a causa di queste caratteristiche, l'EDT potrebbe essere criticato per il fatto di non esaltare invece aspetti giudicati piuttosto importanti per provocare questo adattamento muscolare come il carico o il sovraccarico progressivo. A questo proposito, Bryan Haycock, noto al pubblico per essere l'ideatore del metodo di allenamento Hypertrophy-Specific Training (HST), afferma:
(Bryan Haycock)
In altre parole Haycock esprime delle critiche riguardo al fatto che lo stimolo specifico indotto dal EDT è lo sviluppo della resistenza alla fatica, ovvero l’endurance muscolare locale, ma non strettamente dell'ipertrofia. Normalmente infatti i programmi finalizzati al miglioramento della prestazione di endurance, per quanto sfruttabili anche per l'aumento del volume muscolare nel contesto della periodizzazione, trovano una differenza con i programmi finalizzati specificamente allo sviluppo dell'ipertrofia muscolare. Alcune di queste differenze sono da ritrovare nel carico, nella durata delle serie e dei tempi di recupero. Haycock attribuisce una maggiore importanza all'intensità intesa come carico (% 1-RM), sostenendo che sia più influente sullo sviluppo dell'iperotrofia rispetto alla densità o al miglioramento della prestazione di endurance. Il modello di progressione proposto da Staley è infatti orientato sul progressivo aumento delle ripetizioni e in generale della densità influendo in definitiva sul miglioramento della prestazione. Questo modello si distingue dall'interpretazione classica del concetto di sovraccarico progressivo, ritenuto fondamentale per lo sviluppo dell'ipertrofia, in cui ciò che viene aumentato progressivamente è soprattutto il sovraccarico, e quindi l'intensità (% 1-RM). Sebbene l'EDT ponga l'accento sulla progressione delle ripetizioni e della prestazione, in realtà Staley parla chiaramente anche del concetto di sovraccarico progressivo, evidenziando che appena si riesce ad aumentare del 20% il numero delle ripetizioni totali si può passare ad un incremento del carico del 5% nell'allenamento successivo. Inoltre, il sovraccarico progressivo non necessariamente prevede di aumentare il carico, ma anche altre variabili come il numero di ripetizioni a parità di carico, o ridurre i tempi di recupero. In questo senso si comprende che l'aumento dei carichi viene comunque previsto, ma viene chiaramente messo in secondo piano rispetto al miglioramento della prestazione di endurance mediante un aumento delle ripetizioni, e nel complesso della densità di allenamento.

## Esempi di programma EDT

### Programma EDT 4 giorni[2]

#### Lunedì: dorsali/tricipiti
Zona PR 1: 20 minuti totali
- Trazioni alla sbarra (presa supina)
- French press bilanciere EZ

Zona PR 2: 20 minuti totali
- Rematore al pulley
- Pushdown presa supina

#### Martedì: Cosce, busto
Zona PR 1: 20 minuti totali
- Iperestensioni (Hpx)
- Crunch su Fit Ball

Zona PR 2: 20 minuti totali
- Leg extension
- Leg curl

#### Giovedì: pettorali/bicipiti
Zona PR 1: 20 minuti totali
- Chest press
- Curl al cavo basso

Zona PR 2: 20 minuti totali
- Chest press incline
- Curl su panca Scott machine

#### Venerdì: Arti inferiori
Zona PR 1: 20 minuti totali
- Affondi
- Sit-up

Zona PR 2: 20 minuti totali
- Calf raise da seduti
- Torsioni alla russa

*Tra la "Zona PR 1" e la "Zona PR 2" trascorrono tra 5 e 10 minuti.

### Programma EDT 3 giorni[5]

#### Lunedì
Zona PR 1: 15 minuti totali
- Trazioni alla sbarra
- Hack squat

Zona PR 2: 15 minuti totali
- Rematore
- Leg curl da seduti

Zona PR 3: 15 minuti totali
- Triceps machine sopra la testa
- Sit up panca inclinata

#### Mercoledì
Zona PR 1: 15 minuti totali
- Dip alle parallele
- Iperestensioni (Hpx)

Zona PR 2: 15 minuti totali
- Chest press incline
- Leg extension

Zona PR 2: (15 minuti)
- Distensione su panca piana con manubri
- Torsione inversa del busto sufit ball

#### Venerdì
Zona PR 1: 15 minuti totali
- Stacco da terra con manubri
- Push press

Zona PR 2: 15 minuti totali
- Curl su panca Scott
- French press manubri

Zona PR 3: 15 minuti totali
- Alzate laterali
- Rotazione sulla palla proni

*Tra le varie "Zone PR" trascorrono 5 minuti.

### Programma EDT 3 giorni (perdita di grasso)[5]

#### Lunedì
Zona PR 1: 15 minuti totali
- Affondi
- Rematore al pulley

Zona PR 2: 15 minuti totali
- Step-up
- Piegamenti sulle braccia

Zona PR 3: 15 minuti totali
- Thruster
- Lat machine presa stretta

#### Mercoledì
Zona PR 1: 15 minuti totali
- Squat split bulgaro
- Push press

Zona PR 2: 15 minuti totali
- Fit ball leg curl
- Rematore al pulley largo

Zona PR 3: 15 minuti totali
- Ibrido tra goodmorning e squat
- Distensioni con manubri su inclinata

#### Venerdì
Zona PR 1: 15 minuti totali
- Stacco da terra
- Pullover

Zona PR 2: 15 minuti totali
- Affondi laterali
- Arnold press

Zona PR 3: 15 minuti totali
- Crunch su Fit Ball con manubri
- Rematore con manubri

*Tra le varie "Zone PR" trascorrono 5 minuti.

## Altri metodi diresistance training
- Circuit Training
- Peripheral Heart Action
- High Volume Training
- High Tension Training
- High Intensity Training
- Position of Flexion
- German Volume Training
- German Body Composition
- Hypertrophy-Specific Training
- Paired set training
- Power factor training
- Static contraction training
- Body contact
- Zone training
- Metabolic resistance training
- Fascial Stretch Training
- Breve intenso infrequente organizzato